# Källdunört
Källdunört (Epilobium alsinifolium) är en växtart i familjen dunörtsväxter
Källdunört växer i arktiska eller alpina områden och dess utbredning omfattar Grönland och Island och nordliga regioner och bergsområden i Europa. Ofta växer den i blöt mossa, till exempel vid bäckar och källflöden. Arten blir cirka 30 centimeter hög och blommar från juli till september med rödlila blommor. Bladen är breda och spetsiga och bladkanten är vasst tandad. Stjälkarna är runda och ganska grova och från plantans bas utgår kraftiga vita utlöpare som kan bli ganska långa. Den närmast med källdunört förväxlingsbara arten är fjälldunört (Epilobium hornemannii), som dock generellt är mycket spädare, med mindre blommor, glestandade blad och smalare gröna utlöpare. I Sverige är källdunört en ganska sällsynt art, men den kan påträffas i de norra delarna av landet. Den växer i Sverige oftast nedanför fjällkedjan, medan fjälldunört, som är vanligare, förekommer i fjällkedjan och mer sällan nedanför fjällen.